# Massacre du bus de Hoshiarpur
 (juillet 2021).
Si vous disposez d'ouvrages ou d'articles de référence ou si vous connaissez des sites web de qualité traitant du thème abordé ici, merci de compléter l'article en donnant les références utiles à sa vérifiabilité et en les liant à la section « Notes et références ».
Le massacre du bus de Hoshiarpur est le massacre de 24 passagers de bus hindous par des terroristes sikhs Khalistani. Le massacre est le pire incident terroriste survenu au Pendjab lors de l'année 1986. Il s'est produit le dimanche 30 novembre 1986, près de Khuda situé dans le district de Hoshiarpur dans l'État du Pendjab, en Inde, près de la frontière indo-pakistanaise.
Selon les responsables de la police locale, quatre terroristes sikhs portant des armes automatiques (AK-47) et des revolvers ont détourné le bus public, l'ont emmené dans une zone reculée et se sont arrêtés. Les terroristes ont alors ordonné à tous les passagers hindous de descendre du bus. Alors que les passagers descendaient, les terroristes ont ouvert le feu sur eux, tuant vingt-quatre d'entre eux et en blessant sept par balles. Les hommes armés ont ensuite fui les lieux après les meurtres à moto et à scooter.

## Objectif
L'objectif des terroristes à l'origine du massacre était de chasser le million d'hindous vivant dans l'État du Pendjab et de forcer les sikhs vivant dans les autres États de l'Inde à s'installer. Cela aurait permis aux séparatistes sikhs de revendiquer l'État du Pendjab comme pays souverain du Khalistan. Des milliers de réfugiés appartenant à la religion hindoue du Pendjab s'étaient déjà installés à New Delhi pour échapper à la violence communautaire.
En juillet de la même année, après un incident similaire du meurtre de 15 personnes à Muktsar en juillet, des émeutes hindoues-sikhes avaient éclaté dans la partie ouest de New Delhi, où vivaient une majorité de réfugiés hindous du Pendjab. Cinq personnes ont été tuées dans ces émeutes. La police de New Delhi a été mise sur une vigilance accrue avec davantage de patrouilles pour empêcher une émeute similaire à celle qui s'était produite en juillet.

## Réactions
Le Premier ministre indien Rajiv Gandhi a fait une déclaration de condoléances le dimanche soir où il a exprimé sa sympathie pour les "mères, pères, épouses et enfants endeuillés des victimes". Il a déclaré : "Je suis avec eux dans ce moment de deuil, et je décide avec eux de ne pas me reposer tant que nous n'aurons pas vaincu les desseins maléfiques des forces perturbatrices". L'attaque a été qualifiée de "grave provocation à la laïcité, à l'amour et à la fraternité, les principes de base de la nouvelle Inde renaissante".
Le gouverneur du Pendjab SS Ray a qualifié l'incident d'"acte de folie" et il a demandé aux sikhs et aux hindous de l'État de maintenir la paix en faisant preuve de retenue.
Selon le directeur de la police du Pendjab, Julio Ribeiro (en), au cours des 11 derniers mois, plus de 400 civils ont été tués avec un chiffre global de plus de 450 tués dans des violences sectaires au Pendjab.